# Ekonomiåret 1901

## Händelser
- Svenska kvinnor får rätt till fyra veckors ledighet utan lön vid förlossning.[1]
- Den första svenska olycksfallsförsäkringen i industrin instiftas.[2]

## Bildade företag
- Royal Bank of Canada